# Mercromina

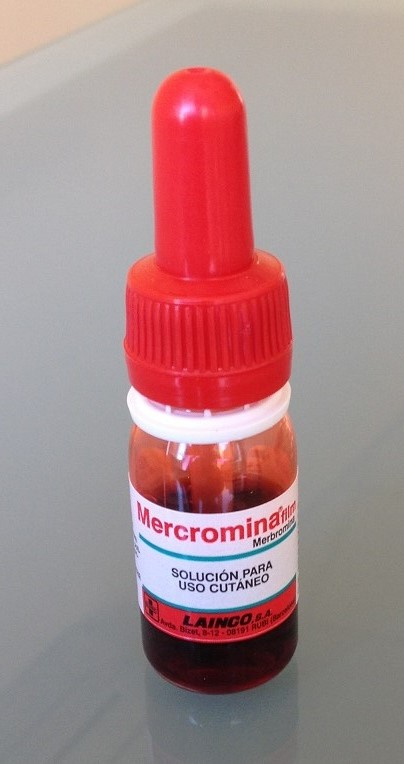
Envase de Mercromina con su característico gotero.

Mercromina es un tradicional antiséptico dermatológico empleado en España desde 1935 para la desinfección de heridas superficiales, quemaduras y rozaduras y muy conocido por su característico color rojo. Su principio activo es la merbromina. Se adquiere sin receta médica y se aplica en forma de gotas directamente sobre la piel.

## Composición

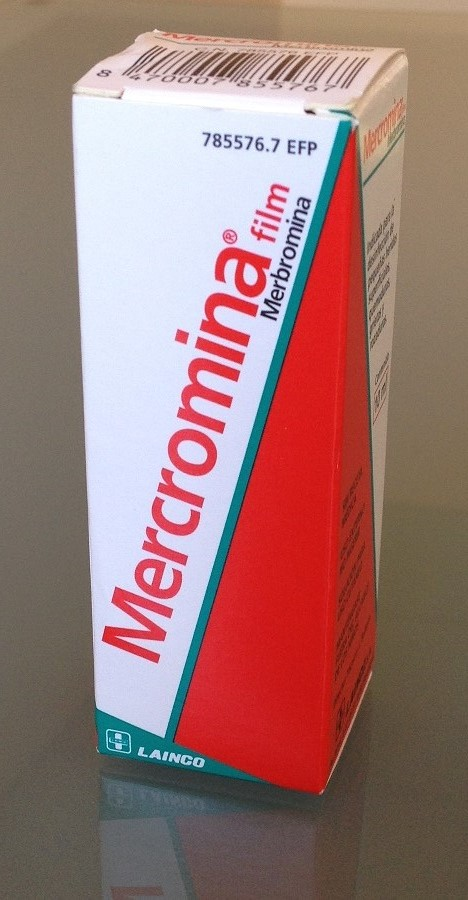
Cajita de Mercromina tal y como se vende en farmacias.

La Mercromina contiene un 2% de merbromina, un compuesto organomercúrico cuya fórmula es C20H8Br2HgNa2O6, siendo el resto una mezcla de povidona, lauriléter polioxietilénico y agua purificada, usados como excipientes.

## Propiedades
Mercromina es un antiséptico no cáustico y no tóxico, ha sido ampliamente utilizado tanto en pequeñas heridas como en heridas quirúrgicas y está demostrada su seguridad de uso. Aplicada sobre heridas, la merbromina se fija principalmente sobre las células dañadas y superficies epiteliales, penetrando escasamente en los tejidos vivos.
Presenta actividad frente a cocos gram positivos, Mycobacterium chelonei, determinados bacilos ácido-alcohol resistentes, hongos y virus. Inhibe bacilos gram negativos y gram positivos y Pseudomonas aeruginosa.
Recomendado especialmente para la antisepsia del cordón umbilical y el pie diabético.

## Presentación
A día de hoy Mercromina Film se comercializa en los formatos de 10, 30 y 250 ml.

## Aplicación

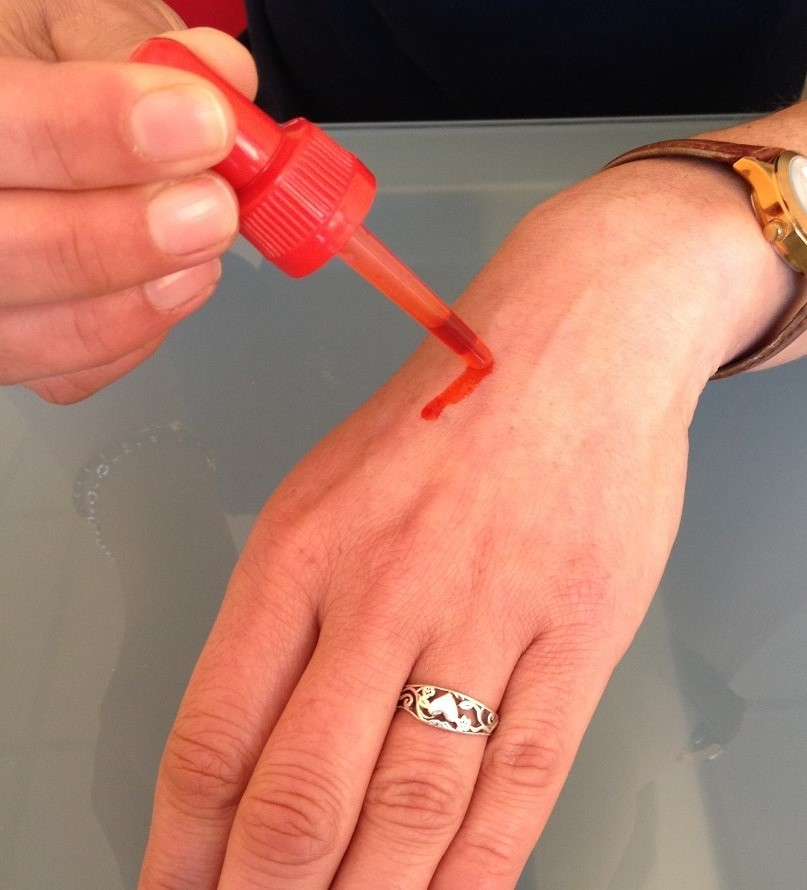
Aplicación de Mercromina sobre la piel.

Lavar la herida con agua, agua con jabón, o a falta de alguna de las anteriores, con la misma Mercromina en abundante cantidad, y posteriormente secar. Con el cuentagotas recubrir la herida y sus bordes. Dejar unos minutos para asegurar su fijación, quitar el exceso con gasa o algodón sin tocar la herida. Se recomienda aplicar 2-3 veces por día.

## Historia

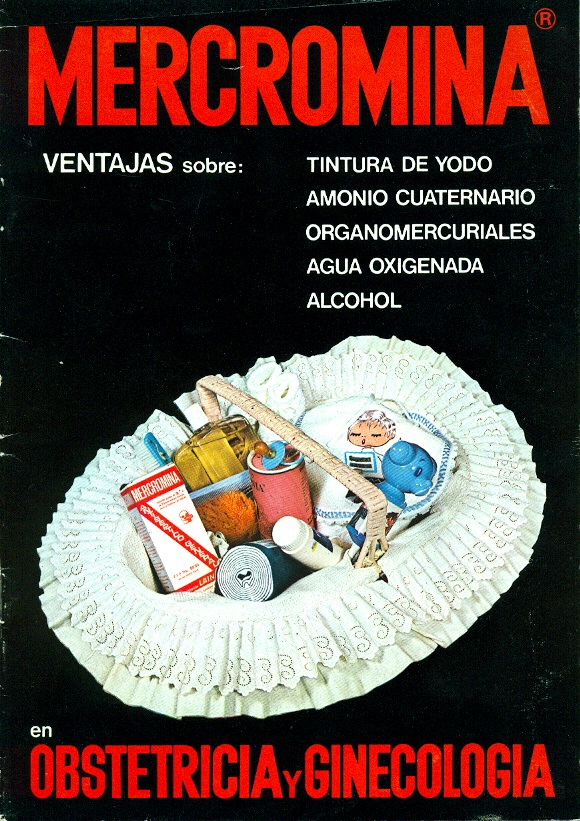
Folleto comercial editado en 1973 para promocionar el uso de la Mercromina en ginecología y obstetricia.

La Mercromina fue introducida en España a mediados de los años 30 por el químico José Antonio Serrallach Julià, quien conoció las bondades de la merbromina durante su estancia en el Instituto Tecnológico de Massachusetts (EE. UU.). Se fabricó y distribuyó como marca comercial a través de la compañía farmacéutica Lainco, con sede en Rubí (Barcelona).
La mayor popularidad del producto tuvo lugar entre 1950 y 1980, época en la que adquirió una posición dominante en el mercado y llegó a convertirse en un elemento indispensable en el botiquín de cualquier hogar español. Los niños del país, que entonces jugaban en las calles, lucían orgullosamente Mercromina sobre las heridas de sus rodillas y codos. 
Con la introducción de nuevos antisépticos en los hospitales, como la povidona yodada o la clorhexidina, la gente comenzó a apostar por ellos, debido a que justamente les habían sido aplicados en el hospital, como signo de prestigio.

### Mercromina y Mercromina Film
El medicamento fue registrado el 1 de mayo de 1935 como un compuesto de Merbromina 2% y agua purificada hasta 100 ml. Sin embargo, en 1971 se registró Mercromina Film, que es la que se comercializa actualmente y que incluye dos excipientes más: la povidona y el lauriléter polioxietilénico, un tensioactivo que permite cubrir mejor la zona a tratar.

## Cultura popular
La Mercromina llegó a convertirse en un icono de la clase media española. Generaciones de reclutas españoles y también de excursionistas la han usado para curar las úlceras de sus pies consecuencia de las marchas realizadas.
En 1993, con la programación de una selección de cortometrajes por parte de Canal +, se empezó a reconocer a una serie de directores de cine encabezados por Santiago Segura o Álex de la Iglesia como la Generación Mercromina.
En 1995, tras la disolución de Surfin’ Bichos, tres de sus componentes (Joaquín Pascual, Carlos Cuevas y José Manuel Mora) crearon el grupo que llamaron Mercromina, que durante diez años lanzó 7 discos y un doble recopilatorio, todos ellos editados por Subterfuge Records.